# Cosmorhoe maia
Cosmorhoe maia är en fjärilsart som beskrevs av Louis Beethoven Prout 1940. Cosmorhoe maia ingår i släktet Cosmorhoe och familjen mätare. Inga underarter finns listade i Catalogue of Life.